# 立江站
立江站（日语：／ Tatsue eki */?）是一位於日本德島縣小松島市立江町株木、隸屬於四國旅客鐵道（JR四國）的鐵路車站。車站編號為M08。本站只靠普通列車，而上午則有一班上行往德島的列車會通過本站。

## 車站結構
設有木製單層站舍一座，規模比鄰站的為細，設有候車室及原站務室，洗手間獨立設於站舍旁邊。現時車站為無人站，站務室已經停用。由於附近民居較少，現時並未設有業務委託服務，亦未有加裝自動售票機，因此需要在上車時取票。
設有島式月台1座，提供了1面2線的月台配置，月台有效長度為4輛。其中無障礙的斜道部份曾稍作增長，有蓋候車亭則設於月台中央位置。原本月台上並沒有標記月台編號，但有指示牌標示乘車方向，最近才加回月台編號。
由於兩端採用Ｙ型轉轍器，列車入站時均採用左側進站的行車模式。

### 月台配置
| 月台 | 路線    | 方向 | 目的地                         |
| ---- | ------- | ---- | ------------------------------ |
| 1    | ■牟岐線 | 上行 | 德島、板野、穴吹、阿波川島方向 |
| 2    | ■牟岐線 | 下行 | 阿南、牟岐、阿波海南方向       |

## 歷史
- 1916年12月15日：開業。
- 1936年7月1日：車站轉由日本國有鐵道營運。
- 1987年4月1日：日本國鐵分割民營化，車站的營運由JR四國繼承。

## 相鄰車站
四國旅客鐵道（JR四國）
■牟岐線
阿波赤石（M07）－立江（M08）－羽之浦（M09）

## 外部連結
- JR四國立江站 （页面存档备份，存于）